# Museum of Immigration and Diversity

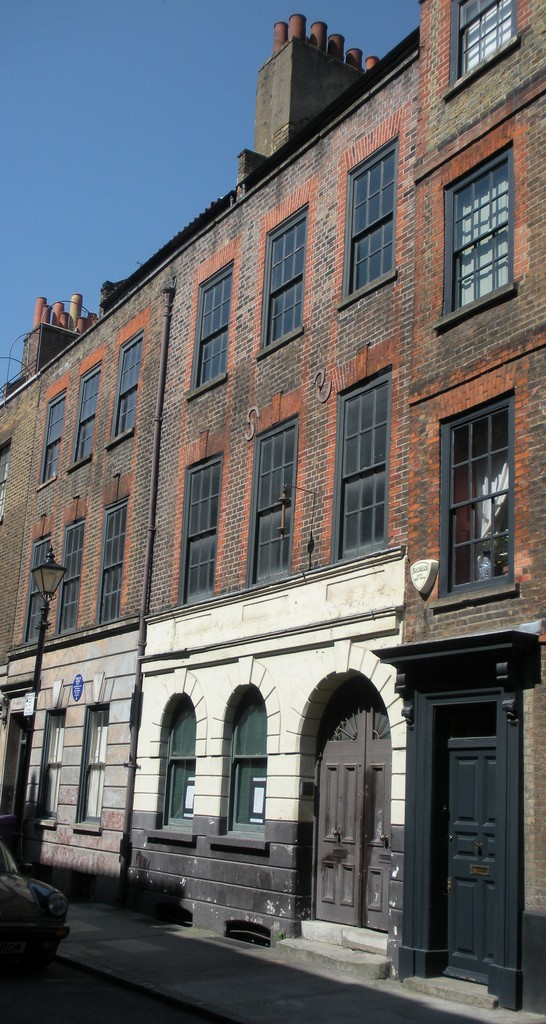
Museumsansicht 2013

Das Museum of Immigration and Diversity in London ist ein Migrationsmuseum.
Es ist in einem georgianischen Haus aus dem Jahr 1719 untergebracht, das zunächst das Heim der französischen Flüchtlingsfamilie Ogier war, die mit dem Seidenhandel zu Wohlstand kam. Im Haus wurden Werkstätten und Unterkünfte für Hugenotten eingerichtet. Später kamen dort Iren und jüdische Auswanderer aus Osteuropa unter und gründeten Hilfsorganisationen. Im Garten wurde 1869 eine kleine Synagoge errichtet. Das Museum präsentiert die jeweiligen Einwanderungsschübe und ihren Beitrag zur multikulturellen und kosmopolitischen Stadtgesellschaft von London.